# António Ribeiro (soccer)
Pour les articles homonymes, voir António Ribeiro (homonymie) et Ribeiro.

Directeur Sportif 2021- AS Montis

Antonio Ribeiro, de son nom complet Antonio Manuel Ribeiro, est un joueur international canadien de soccer (football) devenu entraineur, né le 8 octobre 1980 à Aveiro au Portugal. Il est actuellement entraineur du FC Boisbriand en Première ligue de soccer du Québec. Il possède également la nationalité portugaise.

## Biographie
Il grandit dans le quartier St-Michel à Montréal et fréquente l'école secondaire Louis-Joseph Papineau. Il y est d'ailleurs reconnu déjà pour ses talents en matière de soccer. Il fréquente également le Collège de Rosemont.
Il commence sa carrière professionnelle avec le Sporting Toulon Var en France puisse quitte le pays pour signer à l'Impact de Montréal en 2000, équipe avec laquelle il évolue jusqu'en 2008, avant d'être libéré par le club à l'hiver 2009. En 2002, il ne joue pas chez les professionnels, et évolue dans la Ligue de soccer élite du Québec (LSEQ).
En 2009, il  évolue au poste de milieu de terrain avec les Earthquakes de San José dans la MLS.
À l'issue de cette saison, il retrouve l'Impact en USSF D2 Pro League puis en NASL mais il est écarté du groupe lors de la montée du onze montréalais en MLS.
Antonio Ribeiro reçoit 3 sélections en équipe du Canada. Sa première sélection a lieu le 1er juin 2007, lors d'un match amical face au Venezuela.

## Carrière
| Année | Club                    | Ligue    | pj  | pd | MIN  | B  | P  | PTS | C | E |
| ----- | ----------------------- | -------- | --- | -- | ---- | -- | -- | --- | - | - |
| 1999  | Sporting Toulon Var     | D2       | 24  | 0  | 1825 | 14 | 7  | 35  | 5 | 0 |
| 2000  | Impact de Montréal      | A-League | 11  | 0  | 282  | 0  | 0  | 0   | 0 | 0 |
| 2001  | Impact de Montréal      | A-League | 1   | 0  | 45   | 0  | 0  | 0   | 1 | 0 |
| 2002  | SC Panellinios Montreal | LSÉQ     |     |    |      |    |    |     |   |   |
| 2003  | Impact de Montréal      | A-League | 7   | 3  | 287  | 1  | 0  | 2   | 1 | 0 |
| 2004  | Impact de Montréal      | A-League | 27  | 18 | 1741 | 1  | 2  | 4   | 4 | 0 |
| 2005  | Impact de Montréal      | USL      | 23  | 14 | 1270 | 2  | 2  | 6   | 7 | 0 |
| 2006  | Impact de Montréal      | USL      | 14  | 11 | 994  | 3  | 3  | 9   | 6 | 1 |
| 2007  | Impact de Montréal      | USL      | 15  | 10 | 856  | 2  | 1  | 5   | 1 | 0 |
| 2008  | Impact de Montréal      | USL      | 20  | 5  | 954  | 3  | 1  | 7   | 4 | 0 |
| 2009  | Earthquakes de San José | MLS      | 7   | 7  | 509  | 0  | 0  | 0   | 0 | 0 |
| 2010  | Impact de Montréal      | USSF2    | 12  | 11 | 958  | 2  | 2  | 6   | 0 | 0 |
| 2011  | Impact de Montréal      | NASL     | 16  | 8  | 819  | 0  | 1  | 1   | 1 | 0 |
| 2012  | FC L'Assomption         | PLSQ     | -   | -  | -    | -  | -  | -   | - | - |
| Total | Impact de Montréal      |          | 157 | 81 | 9613 | 24 | 16 | 65  | 5 | 2 |